# Miyu Kato

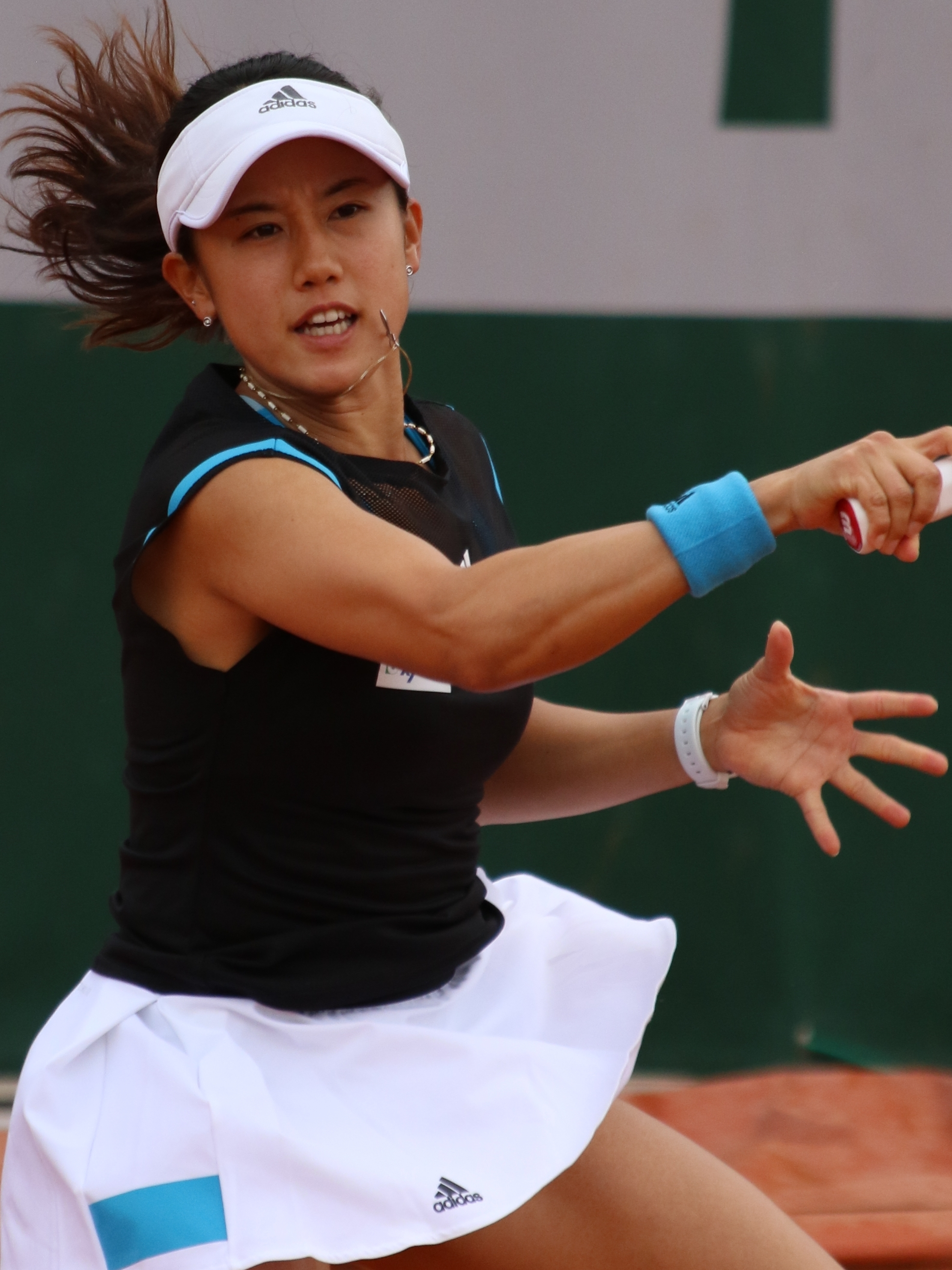
Roland Garros 2019

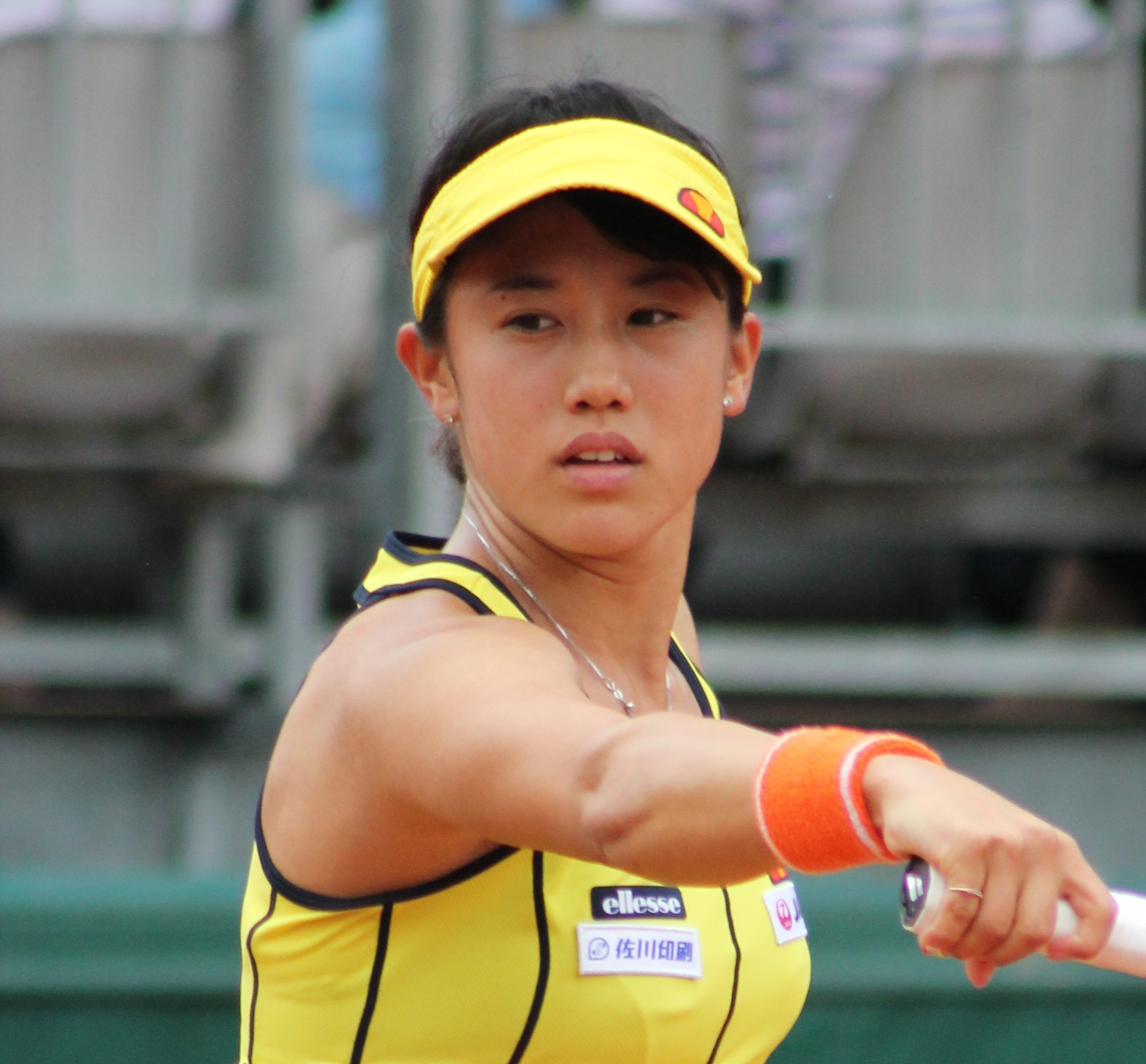
Roland Garros 2016

Miyu Kato (Japans: 加藤 未唯, Katō Miyu) (Kioto, 21 november 1994) is een tennisspeelster uit Japan. Kato begon met tennis toen zij acht jaar oud was. Haar favoriete ondergrond is hardcourt. Zij speelt rechtshandig en heeft een tweehandige backhand. Zij is actief in het internationale tennis sinds 2009.

## Loopbaan

### Enkelspel
Kato debuteerde in 2009 op het ITF-toernooi van haar geboorteplaats Kioto (Japan). Zij stond in 2013 voor het eerst in een finale, op het ITF-toernooi van Fort Worth (Texas, VS) – zij verloor van de Amerikaanse Lauren Embree. In 2015 veroverde Kato haar eerste titel, op het ITF-toernooi van Karuizawa (Japan), door landgenote Makoto Ninomiya te verslaan. Tot op heden(juni 2024) won zij vier ITF-titels, de meest recente in 2022 in Kyoto (Japan).
In 2015 speelde Kato voor het eerst op een WTA-hoofdtoernooi, op het toernooi van Nanchang. Zij bereikte er de tweede ronde. Zij stond in 2017 voor het eerst in een WTA-finale, op het toernooi van Japan – zij verloor van de Kazachse Zarina Diyas.
Haar hoogste notering op de WTA-ranglijst is de 122e plaats, die zij bereikte in januari 2018.

### Dubbelspel
Kato behaalde in het dubbelspel betere resultaten dan in het enkelspel. Zij debuteerde in 2009 op het ITF-toernooi van haar geboorteplaats Kioto (Japan), samen met landgenote Miharu Imanishi. Zij stond in 2011 voor het eerst in een finale, op het ITF-toernooi van Kioto (Japan), samen met landgenote Riko Sawayanagi – hier veroverde zij haar eerste titel, door het Japanse duo Kazusa Ito en Tomoko Taira te verslaan. Tot op heden(juni 2024) won zij dertien ITF-titels, de meest recente in 2022 op het toernooi van Monastir (Tunesië).
In 2015 speelde Kato voor het eerst op een WTA-hoofdtoernooi, op het toernooi van Nanchang, samen met landgenote Kotomi Takahata. Zij bereikten er de halve finale. Zij stond in 2016 voor het eerst in een WTA-finale, op het toernooi van Kaohsiung, samen met landgenote Eri Hozumi – zij verloren van het Taiwanese koppel Chan Hao-ching en Chan Yung-jan. Twee maanden later veroverde Kato haar eerste WTA-titel, op het toernooi van Katowice, samen met landgenote Eri Hozumi, door het Russische koppel Valentina Ivachnenko en Marina Melnikova te verslaan. Een tweede titel kwam bij het laatste WTA-toernooi van 2016, op Hawaï, weer met Eri Hozumi aan haar zijde. In 2018 won zij het Premier-toernooi Toray Pan Pacific Open, samen met landgenote Makoto Ninomiya.
Op het WTA-toernooi van Vancouver 2022 won Kato haar vierde titel, geflankeerd door de Amerikaanse Asia Muhammad.
In januari 2023 won zij op het WTA-toernooi van Auckland haar vijfde titel, samen met de Indonesische Aldila Sutjiadi. Terug met Sutjiadi won zij in augustus op het toernooi van Cleveland haar zesde WTA-titel. In oktober bereikte zij met Sutjiadi de finale van het B-kampioenschap van het eindejaarstoernooi in de stad Zhuhai.
In februari 2024 won Kato haar zevende WTA-titel, op het toernooi van Hua Hin, terug met Aldila Sutjiadi.
Haar beste resultaat op de grandslamtoernooien is het bereiken van de halve finale, op het Australian Open 2017, samen met landgenote Eri Hozumi. Haar hoogste notering op de WTA-ranglijst is de 26e plaats, die zij bereikte in januari 2024.

#### Gemengd dubbelspel
In deze discipline won zij in 2023 een grandslamtitel op Roland Garros, geflankeerd door de Duitser Tim Pütz.

### Tennis in teamverband
In 2018 en 2019 maakte Kato deel uit van het Japanse Fed Cup-team – zij behaalde daar een winst/verlies-balans van 6–1. Daardoor promoveerde Japan in 2018 vanuit de regionale groep 1 naar de Wereldgroep II play-offs.

## Posities op deWTA-ranglijst
Positie per einde seizoen:
| jaar | rang enkelspel | rang dubbelspel |
| ---- | -------------- | --------------- |
| 2011 | 919            | 1016            |
| 2012 | 733            | 395             |
| 2013 | 435            | 385             |
| 2014 | 402            | 275             |
| 2015 | 180            | 129             |
| 2016 | 192            | 58              |
| 2017 | 125            | 40              |
| 2018 | 392            | 45              |
| 2019 | 861            | 79              |
| 2020 | 790            | 74              |
| 2021 | 1070           | 80              |
| 2022 | 1083           | 49              |
| 2023 | 428            | 27              |
| 2024 | –              | 37              |

## Palmares
| Legenda                 |
| ----------------------- |
| Grandslamtoernooi       |
| Olympische Spelen       |
| Year-End Championships  |
| Premier Mandatory       |
| Premier Five / WTA 1000 |
| Premier / WTA 500       |
| International / WTA 250 |
| Challenger / WTA 125    |

### WTA-finaleplaatsen enkelspel
| nr.              | finale     | toernooi          | ondergrond | tegenstandster | score    |         |
| ---------------- | ---------- | ----------------- | ---------- | -------------- | -------- | ------- |
| gewonnen finales |            |                   |            |                |          |         |
| geen             |            |                   |            |                |          |         |
| verloren finales |            |                   |            |                |          |         |
| 1.               | 2017-09-17 | WTA Japan (Tokio) | hardcourt  | Zarina Diyas   | 2-6, 5-7 | details |

### WTA-finaleplaatsen vrouwendubbelspel
| nr.              | finale     | toernooi              | ondergrond    | partner             | tegenstandsters                              | score            |         |
| ---------------- | ---------- | --------------------- | ------------- | ------------------- | -------------------------------------------- | ---------------- | ------- |
| gewonnen finales |            |                       |               |                     |                                              |                  |         |
| 1.               | 2016-04-10 | WTA Katowice          | hardcourt (i) | Eri Hozumi          | Valentina Ivachnenko Marina Melnikova        | 3-6, 7-5, [10-8] | details |
| 2.               | 2016-11-25 | WTA Hawaï             | hardcourt     | Eri Hozumi          | Nicole Gibbs Asia Muhammad                   | 6-7, 6-3, [10-8] | details |
| 3.               | 2018-09-22 | WTA Tachikawa         | hardcourt (i) | Makoto Ninomiya     | Andrea Sestini-Hlaváčková Barbora Strýcová   | 6-4, 6-4         | details |
| 4.               | 2022-08-20 | WTA Vancouver         | hardcourt     | Asia Muhammad       | Tímea Babos Angela Kulikov                   | 6-3, 7-5         | details |
| 5.               | 2023-01-08 | WTA Auckland          | hardcourt     | Aldila Sutjiadi     | Leylah Fernandez Bethanie Mattek-Sands       | 1-6, 7-5, [10-4] | details |
| 6.               | 2023-08-26 | WTA Cleveland         | hardcourt     | Aldila Sutjiadi     | Nicole Melichar-Martinez Ellen Perez         | 6-4, 6-7, [10-8] | details |
| 7.               | 2024-02-04 | WTA Hua Hin           | hardcourt     | Aldila Sutjiadi     | Guo Hanyu Jiang Xinyu                        | 6-4, 1-6, [10-7] | details |
| verloren finales |            |                       |               |                     |                                              |                  |         |
| 01.              | 2016-02-14 | WTA Kaohsiung         | hardcourt     | Eri Hozumi          | Chan Hao-ching Chan Yung-jan                 | 4-6, 3-6         | details |
| 02.              | 2018-01-07 | WTA Auckland          | hardcourt     | Eri Hozumi          | Sara Errani Bibiane Schoofs                  | 5-7, 1-6         | details |
| 03.              | 2018-09-16 | WTA Japan (Hiroshima) | hardcourt     | Makoto Ninomiya     | Eri Hozumi Zhang Shuai                       | 2-6, 4-6         | details |
| 04.              | 2019-10-13 | WTA Tianjin           | hardcourt     | Nao Hibino          | Shuko Aoyama Ena Shibahara                   | 3-6, 5-7         | details |
| 05.              | 2020-03-08 | WTA Monterrey         | hardcourt     | Wang Yafan          | Kateryna Bondarenko Sharon Fichman           | 6-4, 3-6, [7-10] | details |
| 06.              | 2022-05-14 | WTA Parijs Clarins    | gravel        | Oksana Kalasjnikova | Beatriz Haddad Maia Kristina Mladenovic      | 7-5, 4-6, [4-10] | details |
| 07.              | 2022-07-23 | WTA Hamburg           | gravel        | Aldila Sutjiadi     | Sophie Chang Angela Kulikov                  | 3-6, 6-4, [6-10] | details |
| 08.              | 2022-10-09 | WTA Monastir          | hardcourt     | Angela Kulikov      | Kristina Mladenovic Kateřina Siniaková       | 2-6, 0-6         | details |
| 09.              | 2023-10-29 | WTA Elite Trophy      | hardcourt (i) | Aldila Sutjiadi     | Beatriz Haddad Maia Veronika Koedermetova    | 3-6, 3-6         | details |
| 10.              | 2024-06-23 | WTA Birmingham        | gras          | Zhang Shuai         | Hsieh Su-wei Elise Mertens                   | 1-6, 3-6         | details |
| 11.              | 2024-09-22 | WTA Seoel             | hardcourt     | Zhang Shuai         | Nicole Melichar-Martinez Ljoedmila Samsonova | 1-6, 0-6         | details |
| 12.              | 2025-03-30 | WTA Miami             | hardcourt     | Cristina Bucșa      | Mirra Andrejeva Diana Sjnajder               | 3-6, 7-6, [2-10] | details |

### Finaleplaatsen gemengd dubbelspel
| nr.              | finale     | toernooi      | ondergrond | partner  | tegenstanders                  | score            |         |
| ---------------- | ---------- | ------------- | ---------- | -------- | ------------------------------ | ---------------- | ------- |
| gewonnen finales |            |               |            |          |                                |                  |         |
| 1.               | 2023-06-08 | Roland Garros | gravel     | Tim Pütz | Bianca Andreescu Michael Venus | 4-6, 6-4, [10-6] | details |
| verloren finales |            |               |            |          |                                |                  |         |
| geen             |            |               |            |          |                                |                  |         |

### Gewonnen ITF-toernooien enkelspel
| nr. | finale     | toernooi  | dotatie | tegenstandster in finale | score         |
| --- | ---------- | --------- | ------- | ------------------------ | ------------- |
| 1.  | 2015-05-24 | Karuizawa | $25.000 | Makoto Ninomiya          | 7-6, 5-7, 6-1 |
| 2.  | 2015-07-18 | Bangkok   | $25.000 | Nigina Abduraimova       | 7-5, 6-2      |
| 3.  | 2016-03-27 | Canberra  | $25.000 | Anna Bondár              | 6-4, 7-6      |
| 4.  | 2022-12-25 | Kyoto     | $60.000 | Yuriko Miyazaki          | 6-4, 2-6, 6-2 |

## Resultaten grandslamtoernooien
| Legenda | Legenda                          |
| ------- | -------------------------------- |
| g.t.    | geen toernooi gehouden           |
| l.c.    | lagere categorie                 |
| –       | niet deelgenomen                 |
| G       | uitgeschakeld in de groepsfase   |
| 1R      | uitgeschakeld in de eerste ronde |
| 2R      | uitgeschakeld in de tweede ronde |
| 3R      | uitgeschakeld in de derde ronde  |
| 4R      | uitgeschakeld in de vierde ronde |
| KF      | uitgeschakeld in de kwartfinale  |
| HF      | uitgeschakeld in de halve finale |
| F       | de finale verloren               |
| W       | het toernooi gewonnen            |
| w-v     | winst/verlies-balans             |

### Enkelspel
| toernooi        | 2017 |
| --------------- | ---- |
| Australian Open | –    |
| Roland Garros   | 1R   |
| Wimbledon       | –    |
| US Open         | –    |

### Vrouwendubbelspel
| toernooi        | 2016 | 2017 | 2018 | 2019 | 2020 | 2021 | 2022 | 2023 | 2024 | 2025 |
| --------------- | ---- | ---- | ---- | ---- | ---- | ---- | ---- | ---- | ---- | ---- |
| Australian Open | –    | HF   | 2R   | 1R   | 1R   | –    | 1R   | 3R   | 1R   | KF   |
| Roland Garros   | 1R   | 2R   | 1R   | 1R   | 2R   | 1R   | 2R   | 3R   | KF   |      |
| Wimbledon       | 2R   | 1R   | 1R   | 1R   | g.t. | 1R   | 1R   | 3R   | 2R   |      |
| US Open         | 3R   | 2R   | 1R   | 1R   | –    | 2R   | 2R   | 3R   | 1R   |      |

### Gemengd dubbelspel
| toernooi        | 2019 |    | 2023 | 2024 |
| --------------- | ---- | -- | ---- | ---- |
| Australian Open | –    | –  | 1R   |      |
| Roland Garros   | –    | W  | KF   |      |
| Wimbledon       | 1R   | 1R | 1R   |      |
| US Open         | –    | –  | –    |      |